# Radi Nedeltschew

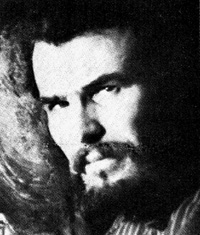
Radi Nedelchev

Radi Nedeltschew (bulgarisch Ради Неделчев; * 1. April 1938 in Ezerche, Oblast Rasgrad; † 4. April 2022 in Russe) war ein bulgarischer Maler der naiven Kunst.
Seine Bilder stellen meistens Landschaften, das Dorfleben und Feste dar.

## Leben
Mit seinen Bildern vor allem aus den 1970er und 1980er Jahren wurde er zu einem der bekanntesten Vertreter des »Gabrowo Humorsymbolismus«.
Nedeltschew war Träger des Ordens Kyrill und Method 1. Klasse, der höchsten Auszeichnung für Kunst und Kultur in Bulgarien.